# Ain’t Nobody
Ain’t Nobody (englisch für „Es gibt niemanden“) ist ein Lied der US-amerikanischen Funkband Rufus, in Kooperation mit der US-amerikanischen Soulsängerin Chaka Khan. Das Stück ist die erste Singleauskopplung aus ihrem ersten Livealbum Stompin’ at the Savoy.

## Entstehung und Artwork
Geschrieben wurde das Lied von Hawk Wolinski. Produziert wurde die Single von Russ Titelman, die 89er Remixversion wurde von Frankie Knuckles co-produziert. Arrangiert wurde das Lied im Original durch Mark Linett, Wayne Yurgelun und Elliot Scheiner, letztere mischte das Stück auch. Eine 1989 veröffentlichte Remixversion wurde durch Abdu Malahi und John Poppo arrangiert und durch David Morales und Peter Swartz programmiert. Die Single wurde unter den Musiklabels Warner Bros. Records und WEA Records veröffentlicht und vertrieben. Auf dem Coverbild der Maxi-Single ist – neben Künstlernamen und Liedtitel – ein Bild von Chaka Khan, während eines Liveauftritts, zu sehen.

## Veröffentlichung und Promotion
Ain’t Nobody wurde erstmals auf dem Livealbum Stompin’ at the Savoy veröffentlicht. Allerdings befindet sich das Lied auf der D-Seite, die nur Studioversionen und keine Liveaufnahmen beinhaltet. Die Erstveröffentlichung der 7″-Single erfolgte im September 1983 in den Vereinigten Staaten. Von Ain’t Nobody wurden regional viele verschiedene Maxi-Singles veröffentlicht, die sich durch die Anzahl und Auswahl der B-Seiten unterscheiden. Unter anderem sind die Lieder Don’t Go to Strangers, No See No Cry, Stay, Stop on By und Sweet Thing als B-Seiten zu finden. Das Stück ist Teil des Soundtracks zum US-amerikanischen Breakdance-Film Breakin’.
Im Juni 1989 wurde Ain’t Nobody in einer Remixversion von Frankie Knuckles erneut veröffentlicht. Die 12″-Single und die CD-Single beinhalten zwei Remixversionen des Liedes, sowie eine Remixversion von I’m Every Woman als B-Seite. Die 7″-Single beinhaltet nur die zwei Remixversionen von Ain’t Nobody.

## Inhalt
Der Liedtext zu Ain’t Nobody ist komplett in englischer Sprache. Die Musik und der Text wurden eigens vom Rufus-Keyboarder Hawk Wolinski verfasst. Musikalisch bewegt sich das Lied im Bereich der Soul- und Popmusik. Der Gesang des Liedes stammt alleine von Chaka Khan, im Hintergrund ist die Stimme von Tony Maiden zu hören. Instrumentalisten sind Tony Maiden an der Gitarre, Kevin Murphy und Hawk Wolinski am Keyboard, John Robinson am Schlagzeug und Bobby Watson am Bass.
| “Ain’t nobody, loves me better. Makes me happy, makes me feel this way. Ain’t nobody, loves me better than you.” – Refrain, Originalauszug | „Es gibt niemanden, der mich besser lieben könnte. Der mich glücklich macht, der mir dieses Gefühl gibt. Es gibt niemanden, der mich so lieben könnte wie du.“ – Refrain, Übersetzung |

## Musikvideo
Das Musikvideo zu Ain’t Nobody wurde in Schwarz-Weiß gefilmt. Zu sehen ist überwiegend nur Khans Gesicht, während sie das Lied singt. Zwischendurch sind immer wieder kleine Ausschnitte mit tanzenden Menschen zu sehen, begleitet mit dem eingeblendeten Liedtext. Die Gesamtlänge des Videos ist 4:01 Minuten. Von Januar 2012 bis August 2024 zählte das Video über 9,7 Millionen Aufrufe bei YouTube.

## Mitwirkende
| Liedproduktion - Chaka Khan: Gesang - Frankie Knuckles: DJ, Co-Produzent (Remix) - Mark Linett: Arrangement - Tony Maiden: Gitarre, Hintergrundgesang - Abdu Malahi: Arrangement (Remix) - David Morales: Programmierung (Remix) - Kevin Murphy: Keyboard - John Poppo: Arrangement (Remix) - John Robinson: Schlagzeug - Elliot Scheiner: Abmischung, Arrangement - Peter Swartz: Programmierung (Remix) - Russ Titelman: Musikproduzent - Bobby Watson: Bass - Hawk Wolinski: Keyboard, Komponist - Wayne Yurgelun: Arrangement | Unternehmen - Warner Bros. Records: Musiklabel, Vertrieb - WEA Records: Musiklabel, Vertrieb |

## Preise
1984 wurde Ain’t Nobody mit einem Grammy in der Kategorie Grammy Award for Best R&B Performance by a Duo or Group with Vocals (etwa: Grammy Award für die beste Gesangsdarbietung als Duo oder Gruppe – R&B) ausgezeichnet.

## Kommerzieller Erfolg

### Chartplatzierungen
Ain’t Nobody erreichte in Deutschland Position neun der Singlecharts und konnte sich insgesamt zwei Wochen in den Top 10 und 21 Wochen in den Charts halten. Erstmals platziere sich die Single nach der Veröffentlichung der Remixversion 1989 in den deutschen Charts. Am Jahresende platzierte sich Ain’t Nobody auf Position 71 der Jahres-Singlecharts von 1989. Im Vereinigten Königreich erreichte die Single Position sechs und konnte sich insgesamt sechs Wochen in den Top 10 und 25 Wochen in den Charts halten. In den Vereinigten Staaten erreichte die Single in 19 Chartwochen Position 22 der Charts. Des Weiteren platzierte sich Ain’t Nobody auf Position eins in den US-amerikanischen R&B-Charts.
Für Rufus ist es der erste und bislang einzige Charterfolg in den Singlecharts in allen drei Staaten. Für Khan ist dies der erste Charterfolg in Deutschland, sowie der zweite im Vereinigten Königreich und der 15. in den Vereinigten Staaten. In Deutschland und dem Vereinigten Königreich ist es ihr erster Top-10-Erfolg.
| ChartsChartplatzierungen       | Höchstplatzierung | Wochen |
| ------------------------------ | ----------------- | ------ |
| Deutschland (GfK)              | 9 (21 Wo.)        | 21     |
| Vereinigte Staaten (Billboard) | 22 (19 Wo.)       | 19     |
| Vereinigtes Königreich (OCC)   | 6 (25 Wo.)        | 25     |

| ChartsJahrescharts (1989) | Platzierung |
| ------------------------- | ----------- |
| Deutschland (GfK)         | 71          |

### Auszeichnungen für Musikverkäufe
Am 14. Juni 2024 wurde Ain’t Nobody im Vereinigten Königreich mit einer Doppelplatin-Schallplatte für über 1,2 Millionen verkaufte Einheiten ausgezeichnet.
| Land/Region                  | Auszeichnungen für Musikverkäufe (Land/Region, Auszeichnung, Verkäufe) | Verkäufe  |
| ---------------------------- | ---------------------------------------------------------------------- | --------- |
| Vereinigtes Königreich (BPI) | 2× Platin                                                              | 1.200.000 |
| Insgesamt                    | 2× Platin ·                                                            | 1.200.000 |

## Coverversion von Felix Jaehn feat. Jasmine Thompson

### Entstehung und Veröffentlichung
Ain’t Nobody (Loves Me Better) (englisch für ‚Es gibt niemanden (der mich besser lieben könnte)‘) ist eine Coverversion des Originals von Rufus feat. Chaka Khan des deutschen DJs Felix Jaehn, in Kooperation mit der britischen Popsängerin Jasmine Thompson. Das Stück ist die erste Singleauskopplung aus seiner Felix Jaehn EP sowie die dritte Singleauskopplung aus seinem Debütalbum I. Produziert wurde die Single von Jaehn. Das Mastering erfolgte unter der Leitung des österreichischen Tontechnikers Nikodem Milewski. Die Single wurde unter dem Musiklabel Island Records veröffentlicht und durch Universal Music Publishing vertrieben. Die Erstveröffentlichung der Single erfolgte als digitale Veröffentlichung am 3. April 2015. Die Veröffentlichung eines physischen Tonträgers folgte etwa drei Wochen später am 21. April 2015 in Deutschland, Österreich und der Schweiz. Die Maxi-Single ist als 2-Track-Single erhältlich und beinhaltet neben Ain’t Nobody (Loves Me Better) das Lied I Do als B-Seite.

### Hintergrund
Der Hamburger DJ Felix Jaehn wurde auf die britische Sängerin Jasmine Thompson aufmerksam, als er die Coverlieder von ihr auf ihrem YouTube-Kanal fand. Er war sofort begeistert und kontaktierte sie. Sie blieben über verschiedene Social-Media-Plattformen in Kontakt und arbeiteten an einer Neuauflage von Ain’t Nobody, das Thompson bereits 2013 als Single veröffentlichte und eine Chartplatzierung in den britischen Charts erreichte. Zuerst luden sie ihr gemeinsames Stück bei SoundCloud hoch, wo es in kürzester Zeit über 2,7 Millionen Aufrufe erreichte. Weiter erreichte das Stück Position eins bei Hype Machine und Position sechs der Shazam Future-Hits. Durch diese Erfolge und den aktuellen Hype der beiden (Jaehn durch den Cheerleader-Remix und Thompson durch Sun Goes Down) erfolgte eine Singleveröffentlichung.

### Musikvideo
Das Musikvideo zu Ain’t Nobody (Loves Me Better) wurde in Barcelona gedreht und feierte seine Premiere am 10. April 2015 auf YouTube. Das Video spiegelt den Tagesverlauf einer Frau und eines Mannes wider. Beide stehen morgens auf, frühstücken und bereiten sich auf den Tag vor. Der Mann begibt sich mit einem Longboard zu einem Skatepark. Die Frau begibt sich mit einem Fahrrad zu ihrer Ballettstunde. Unterwegs begegnen sich die beiden vor einem Café, aus dem sie gerade herauskommt, wobei er sie vom Longboard aus anrempelt. Er trifft sich anschließend mit Jaehn im Skatepark. Sie trifft sich nach der Ballettstunde mit Thompson. Beide Paare ziehen zusammen durch Barcelona. Gegen Ende treffen sich Jaehn und Thompson, die zusammen in einem Smart auf eine Dach-Party fahren; auf dieser treffen der Mann und die Frau erneut aufeinander. Das Video endet mit den beiden, die sich in den Armen liegen. Das Video ist insgesamt 3:08 Minuten lang. Regie führte CC Steinmetz. Bis August 2024 zählte es mehr als 477 Millionen Aufrufe bei YouTube.

### Mitwirkende
| Liedproduktion - Felix Jaehn: DJ, Musikproduzent - Nikodem Milewski: Mastering - Jasmine Thompson: Gesang Unternehmen - Island Records: Musiklabel - Universal Music Publishing: Vertrieb | Musikvideo - Cecilia Fresco Aguzzi: Koordination, Schauspieler - Björn Baasner: Cinematography, Editor - Fania Folaji: Produktionsplanung, Schauspieler - Nikoline Heimburger: Schauspieler - Martin Hoffmann: Grading - Gavrilo Markovic: Schauspieler - Enrico Pillay: Produktions-Manager, Schauspieler - Alicia Rodriguez: Styling - Louise Schwartz: Schauspieler - Eduardo Souza: Schauspieler - CC Steinmetz: Filmproduzent, Regisseur - Cameron Tonman: Schauspieler - Debora Urgesi: Schauspieler |

### Preise
Im August 2015 wurde Ain’t Nobody (Loves Me Better) offiziell von der GfK Entertainment zum „Sommerhit des Jahres 2015“ gewählt. Dazu erfüllte das Lied folgende Kriterien: „Er hat eine eingängige Melodie, ist zum Tanzen geeignet, verbreitet Urlaubsstimmung, stand möglichst auf Platz eins der Charts, wurde durch kein Großevent bekannt, wird in Clubs rauf und runter gespielt und stammt von einem Künstler, der in den Jahren zuvor keine großen Charterfolge feiern konnte. Dazu kommen hohe Abrufe auf Musik-Streaming-Portalen und im Social Media Bereich.“

### Kommerzieller Erfolg

#### Chartplatzierungen
Ain’t Nobody (Loves Me Better) erreichte in Deutschland die Chartspitze der Singlecharts und konnte sich insgesamt acht Wochen an ebendieser, 18 Wochen in den Top 10 und 56 Wochen in den Charts platzieren. Des Weiteren platzierte sich die Single sieben Wochen an der Spitze der deutschen Dancecharts und war zugleich der erste Nummer-eins-Hit der am 15. Mai 2015 neu eingeführten Chartauswertung. In Österreich erreichte die Single ebenfalls für eine Woche Position eins und konnte sich insgesamt 13 Wochen in den Top 10 und 39 Wochen in den Charts halten. In der Schweiz erreichte die Single Position fünf und konnte sich insgesamt 17 Wochen in den Top 10 und 46 Wochen in den Charts halten. Im Vereinigten Königreich Position zwei der Charts. 2015 platzierte sich Ain’t Nobody (Loves Me Better) in den deutschen Single-Jahrescharts auf Position drei, sowie auf Position neun in Österreich, auf Position zwölf in der Schweiz und auf Position 62 im Vereinigten Königreich. Des Weiteren erreichte Ain’t Nobody (Loves Me Better) Position eins in Polen und Tschechien (Radio Top 100). In den deutschen Airplay-Jahrescharts belegte die Single im selben Jahr hinter Are You with Me (Lost Frequencies) und dem Jaehns eigenen Hit Cheerleader (Felix Jaehn Remix) den dritten Rang, was es zum drittmeistgespielten Radiohit des Jahres macht.
Für Jaehn als Interpreten ist dies nach Cheerleader (Felix Jaehn Remix) der zweite Charterfolg in Deutschland, Österreich, der Schweiz und dem Vereinigten Königreich. In Deutschland, Österreich und der Schweiz ist es sein zweiter Top-10-Erfolg, sowie sein zweiter Nummer-eins-Hit in Deutschland und Österreich. Als Produzent ist es sein erster Charterfolg in allen vier Staaten. Für Thompson als Interpretin ist dies bereits der dritte Charterfolg im Vereinigten Königreich, sowie der zweite Charterfolg in Deutschland, Österreich und der Schweiz. In Deutschland, Österreich und der Schweiz ist es ihr zweiter Top-10-Erfolg, sowie ihr erster Nummer-eins-Hit in Deutschland und Österreich.
| ChartsChartplatzierungen     | Höchstplatzierung | Wochen |
| ---------------------------- | ----------------- | ------ |
| Deutschland (GfK)            | 1 (56 Wo.)        | 56     |
| Österreich (Ö3)              | 1 (39 Wo.)        | 39     |
| Schweiz (IFPI)               | 5 (46 Wo.)        | 46     |
| Vereinigtes Königreich (OCC) | 2 (26 Wo.)        | 26     |

| ChartsJahrescharts (2015)    | Platzierung |
| ---------------------------- | ----------- |
| Deutschland (GfK)            | 3           |
| Österreich (Ö3)              | 9           |
| Schweiz (IFPI)               | 12          |
| Vereinigtes Königreich (OCC) | 62          |

| ChartsJahrescharts (2010–2019) | Platzierung |
| ------------------------------ | ----------- |
| Österreich (Ö3)                | 98          |

#### Auszeichnungen für Musikverkäufe
Im Juli 2020 wurde Ain’t Nobody (Loves Me Better) in Deutschland mit einer Diamantenen Schallplatte für über eine Million verkaufte Einheiten ausgezeichnet, womit das Stück zu einer der meistverkauften Singles des Landes zählt. Weltweit wurde die Single insgesamt mit drei Goldenen, 35 Platin- und einer Diamantenen Schallplatte für über 3,6 Millionen verkaufte Einheiten ausgezeichnet.

| Land/Region                  | Auszeichnungen für Musikverkäufe (Land/Region, Auszeichnung, Verkäufe) | Verkäufe  |
| ---------------------------- | ---------------------------------------------------------------------- | --------- |
| Australien (ARIA)            | 3× Platin                                                              | 210.000   |
| Belgien (BRMA)               | Platin                                                                 | 30.000    |
| Brasilien (PMB)              | 2× Platin                                                              | 120.000   |
| Dänemark (IFPI)              | 2× Platin                                                              | 120.000   |
| Deutschland (BVMI)           | Diamant                                                                | 1.000.000 |
| Frankreich (SNEP)            | Gold                                                                   | 75.000    |
| Italien (FIMI)               | 3× Platin                                                              | 150.000   |
| Kanada (MC)                  | 2× Platin                                                              | 160.000   |
| Mexiko (AMPROFON)            | Gold                                                                   | 30.000    |
| Neuseeland (RMNZ)            | 2× Platin                                                              | 60.000    |
| Niederlande (NVPI)           | 5× Platin                                                              | 150.000   |
| Österreich (IFPI)            | 2× Platin                                                              | 60.000    |
| Polen (ZPAV)                 | 4× Platin                                                              | 80.000    |
| Schweden (IFPI)              | 5× Platin                                                              | 200.000   |
| Schweiz (IFPI)               | Platin                                                                 | 30.000    |
| Spanien (Promusicae)         | 2× Platin                                                              | 80.000    |
| Vereinigte Staaten (RIAA)    | Gold                                                                   | 500.000   |
| Vereinigtes Königreich (BPI) | Platin                                                                 | 600.000   |
| Insgesamt                    | 3× Gold · 35× Platin · 1× Diamant ·                                    | 3.655.000 |

## Weitere Coverversionen (Auswahl)
- 1994: Amii Stewart
- 1994: Jaki Graham
- 1995: Diana King
- 1995: Regina Carter
- 1996: LL Cool J
- 1997: The Course
- 1999: Peabo Bryson
- 2000: Hermes House Band
- 2001: Jeff Lorber
- 2003: Kelly Price (Soundtrack zu Haus über Kopf)
- 2003: Richard X vs. Liberty X (Beiing Nobody)
- 2004: DJ Kayslay feat. Fat Joe & Joe Budden (Not Your Average Joe)
- 2005: Natasha Bedingfield feat. Daniel Bedingfield (Liveversion)
- 2007: KT Tunstall
- 2010: Alphabeat
- 2011: Knorkator
- 2011: Mary J. Blige
- 2011: Brandon T. Jackson feat. Jessica Lucas (Soundtrack zu Big Mama’s Haus – Die doppelte Portion)
- 2012: Scooter (It’s a Biz (Ain’t Nobody))
- 2013: Jasmine Thompson
- 2013: Youngblood Brass Band

### Chartplatzierungen
| Jahr | Titel Interpretation                 | Höchstplatzierung, Gesamtwochen, AuszeichnungChartplatzierungen (Jahr, Titel, Interpretation, Platzierungen, Wochen, Auszeichnungen, Anmerkungen) | Höchstplatzierung, Gesamtwochen, AuszeichnungChartplatzierungen (Jahr, Titel, Interpretation, Platzierungen, Wochen, Auszeichnungen, Anmerkungen) | Höchstplatzierung, Gesamtwochen, AuszeichnungChartplatzierungen (Jahr, Titel, Interpretation, Platzierungen, Wochen, Auszeichnungen, Anmerkungen) | Höchstplatzierung, Gesamtwochen, AuszeichnungChartplatzierungen (Jahr, Titel, Interpretation, Platzierungen, Wochen, Auszeichnungen, Anmerkungen) | Höchstplatzierung, Gesamtwochen, AuszeichnungChartplatzierungen (Jahr, Titel, Interpretation, Platzierungen, Wochen, Auszeichnungen, Anmerkungen) | Anmerkungen                                               |
| Jahr | Titel Interpretation                 | DE | AT | CH | UK | US | Anmerkungen                                               |
| --- | ------------------------------------ | --- | --- | --- | --- | --- | --------------------------------------------------------- |
| 1994 | Ain’t Nobody Jaki Graham             | — | — | — | UK44 (2 Wo.)UK | — | Erstveröffentlichung: 1994                                |
| 1996 | Ain’t Nobody Diana King              | DE62 (14 Wo.)DE | — | CH31 (4 Wo.)CH | UK13 (5 Wo.)UK | US94 (4 Wo.)US | Erstveröffentlichung: 30. Januar 1996                     |
| 1997 | Ain’t Nobody LL Cool J               | DE33 (9 Wo.)DE | — | — | UK1 Silber · (9 Wo.)UK | US46 (11 Wo.)US | Erstveröffentlichung: 27. Januar 1997 Verkäufe: + 200.000 |
| 1997 | Ain’t Nobody The Course              | — | — | CH31 (4 Wo.)CH | UK8 (6 Wo.)UK | — | Erstveröffentlichung: 26. März 1997                       |
| 2003 | Being Nobody Richard X vs. Liberty X | DE79 (3 Wo.)DE | — | — | UK3 (11 Wo.)UK | — | Erstveröffentlichung: 22. April 2003                      |
| 2012 | It’s a Biz Scooter                   | DE79 (1 Wo.)DE | — | — | — | — | Erstveröffentlichung: 23. März 2012                       |
| 2013 | Ain’t Nobody Jasmine Thompson        | — | — | — | UK32 (5 Wo.)UK | — | Erstveröffentlichung: 15. September 2013                  |
| Folgende Lieder erschienen nicht als Single, wurden aber durch das Album zum Download und Streaming bereitgestellt und konnten somit eine Platzierung erlangen: |                                      | | | | | |                                                           |
| |                                      | | | | | |                                                           |
| 2011 | Ain’t Nobody Mary J. Blige           | — | — | CH55 (2 Wo.)CH | — | — | Charteinstieg: 4. Dezember 2011                           |